# 마지막 쇼
《마지막 쇼》(Texasville)는 미국에서 제작된 피터 보그다노비치 감독의 1990년 드라마 영화이다. 제프 브리지스 등이 주연으로 출연하였고 피터 보그다노비치 등이 제작에 참여하였다.

## 출연

### 주연
- 제프 브리지스
- 애니 파츠
- 시빌 셰퍼드

### 조연
- 하비 크리스티안슨
- 펄 존스
- 로이드 캐틀레
- 지미 하웰
- 로미 스니더

## 기타
- 원작자: 래리 맥머트리
- 공동제작: 알 루밴
- 협력프로듀서: 스티브 폴리
- 협력프로듀서: 닐 코에닉스버그
- 미술: 페든 파파마이클
- 의상: 리타 릭스
- 배역: 로스 브라운
- 배역: 게리 체이슨